# Anisogomphus nitidus
Anisogomphus nitidus är en trollsländeart som beskrevs av Yang och Davies 1993. Anisogomphus nitidus ingår i släktet Anisogomphus och familjen flodtrollsländor. Inga underarter finns listade i Catalogue of Life.